# Futevôlei
O futevôlei (português brasileiro) ou futevólei (português europeu) é uma modalidade de esporte de areia praticada em quadras montadas nas orlas. O esporte foi originado nas praias do Rio de Janeiro por volta de 1960 e, ao longo do tempo, cresceu dentro do Brasil, assim como na Europa, na Ásia e nos Estados Unidos.
É um esporte com bola, numa quadra de vólei (bem parecida com a de vôlei de praia) com as medidas de 9 m de largura e 18 de comprimento, dividida ao meio por uma rede com 2,20 m de altura.
É jogado em sistemas de duplas (2x2), trios (3x3) ou quartetos (4x4) masculinos, femininos ou mistos.  Deve-se tocar a bola com qualquer parte do corpo, exceto os braços, antebraços e as mãos como no futebol.
Cada dupla pode dar até 3 toques na bola, sendo que um jogador não pode tocar duas vezes seguidas  tal como no vôlei ou vôlei de praia.
O jogo é disputado, como no vôlei, em disputa de sets (de 18 pontos sem vantagem) em que os pontos são marcados quando a bola cai na quadra adversária, é desviada para fora das quadras pelos mesmos ou bate em qualquer outro jogador e bate no chão.
O Futevólei é praticado de uma forma organizada em inúmeros países, existindo já organizações que tutelam a modalidade no Brasil, Argentina, Uruguai, Tailândia, Inglaterra, França, Alemanha, Itália, Grécia, Holanda, Espanha, Áustria, etc.. A nível internacional existem duas entidades reguladoras da modalidade, a Federação Internacional de Futevólei e a Federação Europeia de Futevólei.

## Fundamentos técnicos

#### Serviço
O serviço é a acção que inicia uma jogada. É executado com o pé, sendo exigível a bola estar colocada na areia atrás da linha de fundo, devendo passar por cima da rede, na direcção do campo adversário. Existem várias técnicas de execução do serviço, podendo ser variada a região do pé que pontapeia a bola (ponta do pé, zona interna e externa do pé e tornozelo) e a trajectória que se pretende na execução do serviço (com ou sem efeito). O serviço onde a bola não gira sobre seu eixo é considerado o de maior grau de dificuldade na recepção, sendo necessário para a sua execução pontapear a bola de forma seca. A escolha do tipo de serviço a ser efectuado depende de vários factores, tais como, as circunstâncias do vento e escolha do adversário que vai receber (normalmente escolhe-se o jogador com maior dificuldade de recepção ou com menos capacidades de ataque).
Para realizar o serviço é aconselhável colocar a bola num pequeno monte de areia para que o pé, na altura do contacto com a bola, apenas atinja esta.

#### Recepção
A recepção consiste em receber a bola colocando-a em condições ótimas para que o parceiro possa realizar o segundo toque em condições de ser atacada com um máximo de eficiência. Esse segundo toque poderá ser de ataque, enviando a bola imediatamente para o campo adversário, ou passe para um melhor enquadramento da jogada.
A recepção pode ser efectuada com os pés, coxa, canela, cabeça, ombros. No entanto a recepção mais eficaz é realizada com o peito pois existe uma maior superfície de contato com a bola podendo, através de uma boa técnica, direccionar a bola da forma mais conveniente.
De uma forma geral a bola deve ser recebida e direccionada para a rede a uma altura que permita ao companheiro efetuar o segundo toque com o máximo de precisão.

#### Passe
O Passe é o segundo toque da equipa que recebe a bola enviada do campo adversário. Consiste em colocar a bola proveniente do parceiro (que executou a recepção) em condições de ser atacada com o máximo de eficiência. De modo a facilitar o Passe, a recepção deve enviar a bola para próximo da rede, possibilitando assim que o passador em deslocamento para o centro da rede execute um Passe eficaz, tornado o ataque "agressivo". O Passe pode ser efectuada com os pés, coxas, cabeça, ombros, sendo mais eficiente com o peito. Este fundamento requer um bom posicionamento no campo, pois quanto mais próximo da rede o jogador estiver, mais facilmente poderá passar a bola em condições perfeitas para o ataque.

#### Ataque
O ataque consiste em colocar a bola no campo adversário de forma a fazer com que o mesmo não tenha condições de devolvê-la. Para isso é necessário enviar a bola com um grau máximo de dificuldade para a recepção do oponente. Os ataques podem ser:
- Curtos (amortie) onde o atacante coloca a bola próximo da rede;
- Longos onde a bola é colocada no fundo do campo;
- Na diagonal, a bola cruza o campo adversário;
- Paralelos, onde a bola é colocada paralelamente às linhas laterais;
- Em força onde o atacante golpeia a bola com violência fazendo-a ganhar velocidade;
- O ataque pode ser realizado com os pés, coxas, canelas, ombros, peito, mas a cabeça é o ponto mais utilizado e mais eficaz na maioria das situações.

O tipo de ataque vai depender do posicionamento defensivo do adversário, do atleta escolhido para efectuar a defesa (geralmente ataca-se o atleta de pior ataque ou pior defesa) e das condições em que o parceiro coloca a segunda bola. É primordial, para realizar um ataque eficiente, que a segunda bola esteja próxima da rede e a uma altura que permita realizar o ataque com um máximo de eficiência.
No futevôlei contemporâneo, foram desenvolvidos alguns tipos diferentes de ataques:
- Shark Attack - Consiste em atacar a bola com a parte de baixo do pé (aquela que toca o solo), fazendo um ataque com força.[7]
- Bicicleta - Consiste em um ataque de força, no qual ataca-se a bola com o movimento da bicicleta realizada no futebol.[8]

#### Defesa
A defesa consiste em impedir que o ataque adversário faça tocar a bola no solo do seu campo. Para realizar uma defesa eficiente é necessário uma série de fatores:
Um correcto posicionamento no campo, que deve ser previamente combinado com o parceiro, para que não haja dúvidas de quem deve receber a bola em determinada posição;
Antecipação da jogada, que consiste em observar o posicionamento e atitude do adversário, antevendo-a, e colocar-se de forma inteligente para a execução da recepção; Preparação física e técnica para se movimentar em direção à bola com rapidez e efectuar o passe com eficácia; A cobertura do ataque que consiste em resguardar os espaços deixados pelo parceiro, quando o mesmo se desloca em direcção à rede para efetuar o ataque. Deve-se também observar o ataque adversário para descobrir as zonas do campo que são mais utilizadas nas suas ações, para que se possa antecipar essas jogadas.

## Regras - Resumo 2006
O Futevólei é um desporto praticado por duas equipas de dois jogadores cada (podendo ser praticado também por quadras), é disputado num campo de areia dividido por uma rede. A bola pode ser jogada com qualquer parte do corpo, excepto a mão, o braço e o antebraço.
O jogo tem por objectivos enviar a bola por cima da rede fazendo-a bater no solo do campo adversário e evitar que a mesma toque no solo do próprio campo.
O início de cada jogada é caracterizado pela colocação da bola em jogo pelo jogador que faz o serviço. Este executa-o pontapeando a bola com um dos pés, sobre a rede, em direcção ao campo contrário. Cada equipa dispõe de 3 toques para devolver a bola, não sendo permitido ao mesmo jogador dar dois toques consecutivos.

#### Pontuação
Existem algumas formas de disputar uma partida sendo as mais utilizadas as seguintes:
À maior de 3 Sets. A equipa vence a partida quando ganha 2 sets. Cada Set é disputado até aos 15 pontos (pontos directos), tendo o vencedor de conseguir dois pontos de diferença sobre o adversário. Isto implica que se o resultado estiver em 14-14 terão de ser disputados mais pontos até que uma das equipas consiga essa vantagem. A equipa vence a partida quando ganha 1 Set de 21 pontos com uma diferença mínima de 2 pontos. A equipa vence a partida quando ganha um Set de 15 pontos com diferença mínima de 2 pontos. Cabe à organização de determinada prova adoptar o melhor modelo de pontuação ou conjunção de modelos, consoante as necessidades organizacionais.

#### Dimensões do campo
O campo de jogo é rectangular, medindo 18m x 9m e é circundada por uma zona livre de no mínimo 3m de largura, com um espaço livre de qualquer tipo de obstáculo até uma altura mínima de 8m do solo.
Nota: A organização de determinada prova, tendo em consideração âmbito da competição, poderá adoptar a dimensão de 16m x 8m, mantendo-se as restantes medidas.

#### Superfície de jogo
O piso deve ser de areia, nivelado, o mais plano e uniforme possível, livre de pedras, conchas e qualquer outro objecto que possa representar risco de cortes ou ferimentos nos jogadores.

#### Linhas de campo
Duas linhas laterais e duas linhas de fundo delimitam o campo de jogo, ambas estão situadas dentro do campo de jogo. Todas as linhas (fitas) têm de ter entre 5cm a 8cm de largura.
As linhas devem ser de cores bem contrastantes com a cor da areia. As linhas do campo devem ser marcadas com fitas.

#### Zona de serviço
A zona de serviço é a área situada atrás da linha de fundo, entre o prolongamento das linhas laterais, estendendo-se até o final da zona livre.

#### Rede
A rede mede 9,5m de comprimento por 1m de largura, com uma variação máxima de 3cm quando esticada e colocada verticalmente sobre o eixo central do campo. O bordo superior e inferior são delimitados por faixas horizontais de 5cm a 8cm de largura, feitas de lona dupla, costuradas ao longo de todo o comprimento da rede.

#### Bandas laterais
Duas bandas laterais de 5cm a 8cm de largura e 1m de comprimento são fixadas na rede, em sentido vertical, sobre cada linha lateral. São consideradas partes integrantes da rede.

#### Varetas
As varetas são hastes flexíveis com 1,8m de altura e 1cm de diâmetro. São feitas de fibra de vidro ou material similar. As duas varetas são fixadas na parte exterior de cada banda lateral e paralelamente às mesmas. As varetas são consideradas parte da rede e delimitam lateralmente o espaço de jogo sobre a mesma.

#### Altura da rede
A altura da rede para competições oficiais internacionais masculinas é de 2,20m e 2m nas competições femininas. Na variante de 4 por 4, a altura é de 2m.
Observações: Tendo em consideração o escalão etário adoptar outra medida para a altura da rede:
| Escalões    | Feminino | Masculino |
| ----------- | -------- | --------- |
| Até 16 anos | 1,90m    | 2,10m     |
| Até 14 anos | 1,80m    | 2,00m     |
| Até 12 anos | 1,70m    | 1,90m     |

Nota: A organização de determinada prova poderá adoptar e definir que a altura da rede seja fixada num outro valor que não as medidas oficiais internacionais (2,20m), tendo em consideração o nível dos jogadores, adoptando obrigatoriamente uma destas soluções: 2,10m ou 2,15m.

## História
Nasceu nas praias do Rio de Janeiro, no Brasil, no ano de 1965, quando um grupo de amigos, acostumados a dar toques à beira-mar (como é usual vermos nas praias), foram proibidos pela polícia por desrespeitarem uma lei da época
. Este grupo de amigos decidiu então continuar o seu entretenimento favorito na zona de areia fina, perto do calçadão da famosa Praia de Copacabana no Rio de Janeiro, onde se encontravam os campos de Voleibol de Praia. Neste cenário, e com a inclusão de uma rede a separar os praticantes, decidiram formar duas equipes e jogarem com a rede no meio, surgindo assim uma nova modalidade: o futevólei. A partir deste momento a modalidade ganhou inúmeros praticantes na terra onde a viu nascer. A modalidade evoluiu, surgindo novas regras, sendo hoje mais usual a constituição de duplas, o que exige uma excelente condição física e um leque enorme de atributos técnicos.
O futevôlei foi idealizado por Nubar Salibian, na Escola Técnica do Paraná (atual UTFPR), em Curitiba, no ano de 1967. O introdutor do futevôlei nas praias do Rio de Janeiro foi o arquiteto e ex-jogador Octavio Sergio de Moraes.
Na década de 1990, o futevólei expandiu-se pelo mundo. Esta expansão fez com que o esporte fosse praticado em países como a Argentina, Uruguai, Tailândia, Inglaterra, França, Alemanha, Itália, Grécia, Holanda, Espanha, Áustria, entre outros. Já existem federações que tutelam o esporte nestes países. Recentemente verificou-se a união de diversas federações, constituindo a Federação Europeia e Mundial de Futevólei, projectando à modalidade para patamares elevadíssimos. As competições de futevólei são cada vez mais espectaculares e atractivas, promovendo eventos de soberba qualidade e enorme impacto económico e turístico nas regiões que os fomentam.

### Em Portugal
O futevólei chegou em Portugal no seguimento da expansão que se verificou a nível mundial, mais concretamente à Cidade da Póvoa de Varzim no final da década de 1980, local onde se registaram os primeiros encontros regulares entre adeptos da modalidade. O pioneiro foi Julião Neto, emigrante no Brasil, que trouxe esta modalidade e que começou a jogar com os seus amigos. Desde então a modalidade se espalhou pelo país, passando deste pequeno grupo de praticantes a um desporto praticado por inúmeros jovens e adultos durante a época de verão. O futevólei conquistou em cerca de uma década um enorme número de adeptos, sinal da força e do interesse que a modalidade proporciona a praticantes e espectadores. Hoje o futevólei é já uma modalidade desportiva com tradições em diversas regiões costeiras nacionais.
As tendências sociais que influenciam o desporto, o enorme transfer do Futebol para o futevólei (a nível de praticantes, ex-praticantes, adeptos e mediatismo das grandes estrelas), a "época alta" do futevólei (verão) coincidir com as paragens no Futebol e as maravilhosas condições naturais em Portugal para a prática do futevólei fizeram o desporto se consolidar no país.

##### Tendências Sociais que Influenciam o Desporto
Estamos a entrar numa nova era do desporto. A sociedade moderna provocou um aumento do stress, ansiedade, sedentarismo, etc., apoderando-se da humanidade de tal forma, que a busca pelas actividades desportivas praticadas em espaços naturais começa a ser uma realidade, promovendo a harmonia e equilíbrio entre a humanidade, a natureza e o movimento.

##### Transfer Futebol / Futevólei
A quantidade de praticantes e ex-praticantes e o enorme transfer das técnicas e controle de bola do Futebol para o futevólei, leva-nos a concluir a garantia da existência de um mercado enorme de potenciais praticantes de futevólei em Portugal. Atendendo ao elevado mediatismo das estrelas de Futebol, o envolvimento dos mesmos na prática do futevólei poderá contribuir de uma forma significativa para o crescimento, expansão e popularidade da modalidade.
O futevólei como modalidade praticada sobretudo no Verão, altura de pouca actividade futebolística (com consequente diminuição do produto desportivo nos media), poderá encontrar o seu "encaixe" no calendário dos interesses desportivos dos órgãos de comunicação social.

##### Condições Naturais em Portugal
Em Portugal existem condições naturais privilegiadas para a prática do futevólei, especificamente as maravilhosas condições climatéricas e as praias de qualidade reconhecida em todo o mundo. Portugal é um local privilegiado para grandes eventos internacionais nesta modalidade.

## Campeonatos

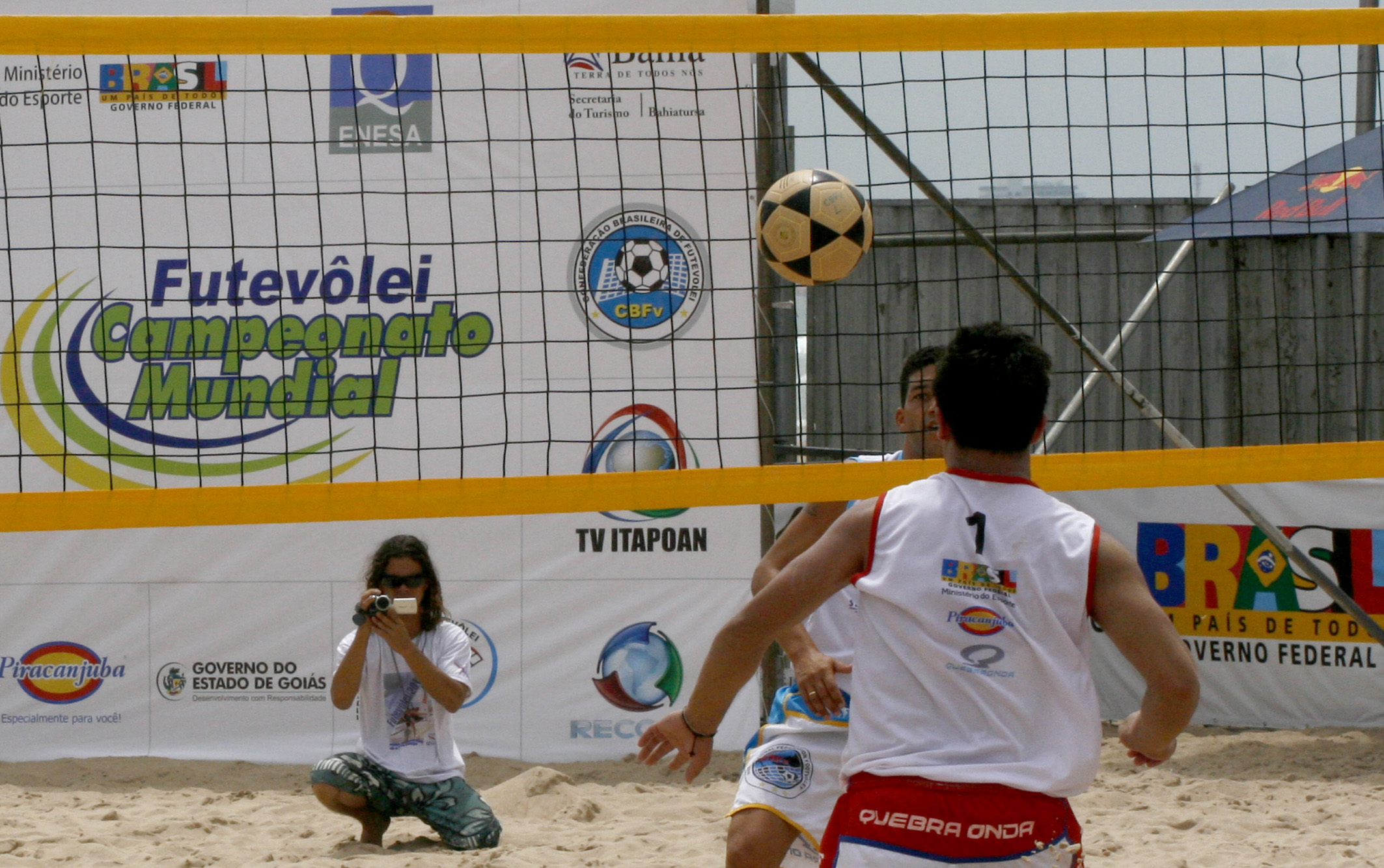
Final do Mundial de 2010 em Salvador.

A primeira etapa do Campeonato Mundial de Futevôlei de 2010 ocorreu em Salvador nos dias 6 e 7 de março, o qual sucedeu a 1ª etapa do Circuito Brasileiro de Futevôlei Masculino também na capital baiana. A final foi feita entre a dupla paraguaia Victor e Belo e a brasileira Tatá e Pião, que venceram por dois sets a um na praia de Jaguaribe.
O Campeonato Mundial de Futevôlei 4x4 de 2011 foi realizado na Praia de Copacabana no Rio de Janeiro. Teve seu início no dia 31 de março de 2011. A equipe paraguaia derrotou os anfitriões, com grande superioridade no campo, por 2 sets a 0. O paraguaio Jesús Penayo foi considerado o melhor jogador do torneio, que também contou com a participação das equipes da Argentina, Itália, Portugal, França e Espanha. O Brasil disputou o torneio com duas equipes.
O Brasileiro de Futevôlei, em 2013, foi disputado por 16 equipes. A final foi conquistada pelo Esporte Clube Bahia, numa vitória de 21 a 15 contra o Náutico, na cidade goiana de Caldas Novas. A partida final teve transmissão nacional ao vivo pelo canal fechado SporTV 2. A equipe campeã era formada pelos jogadores Leandro, Marcelinho, Guga e Café e assegurou vaga para disputar o Mundial de Futevôlei 4 por 4 em março de 2013 no Rio de Janeiro.